# Сухая Лубна
Суха́я Лубна́ — село Липецкого района Липецкой области. Административный центр Лубновского сельсовета.

## География
Стоит на Лебедянском шоссе, которое в селе пересекает реку Сухую Лубну.

## История
Лубенские Отве́ршины упоминаются в документах 1650 года. Тогда Яблонова пустошь (монастырь), находившаяся под Лебедянью, получила здесь сенные покосы. Возможно, что начало заселению Лубенских отвершков положили монастырские крестьяне.
В 1837 году в Сухой Лубне построена Покровская церковь (региональный ).
Названа по местоположению в высыхающем верховье реки Сухой Лубны.

## Население
| 2010 | 2012  |
| ---- | ----- |
| 1095 | ↗1167 |

## Инфраструктура
Между сёлами Сухая Лубна и Куймань Лебедянское шоссе пересекает нефтепровод «Дружба».

## Транспорт
Есть пригородный автобусный маршрут № 105 от центрального рынка.

## Известные уроженцы
В Сухой Лубне родилась Герой Советского Союза К. С. Константинова (1925—1943). В селе есть улица Ксении Констатиновой.